# فرط علاو (القطن)
'

تعديل مصدري - تعديل

فرط علاو هي إحدى قرى عزلة وادي سر بمديرية القطن التابعة لمحافظة حضرموت، بلغ تعداد سكانها 63 نسمة حسب تعداد اليمن لعام 2004.